# 산나트

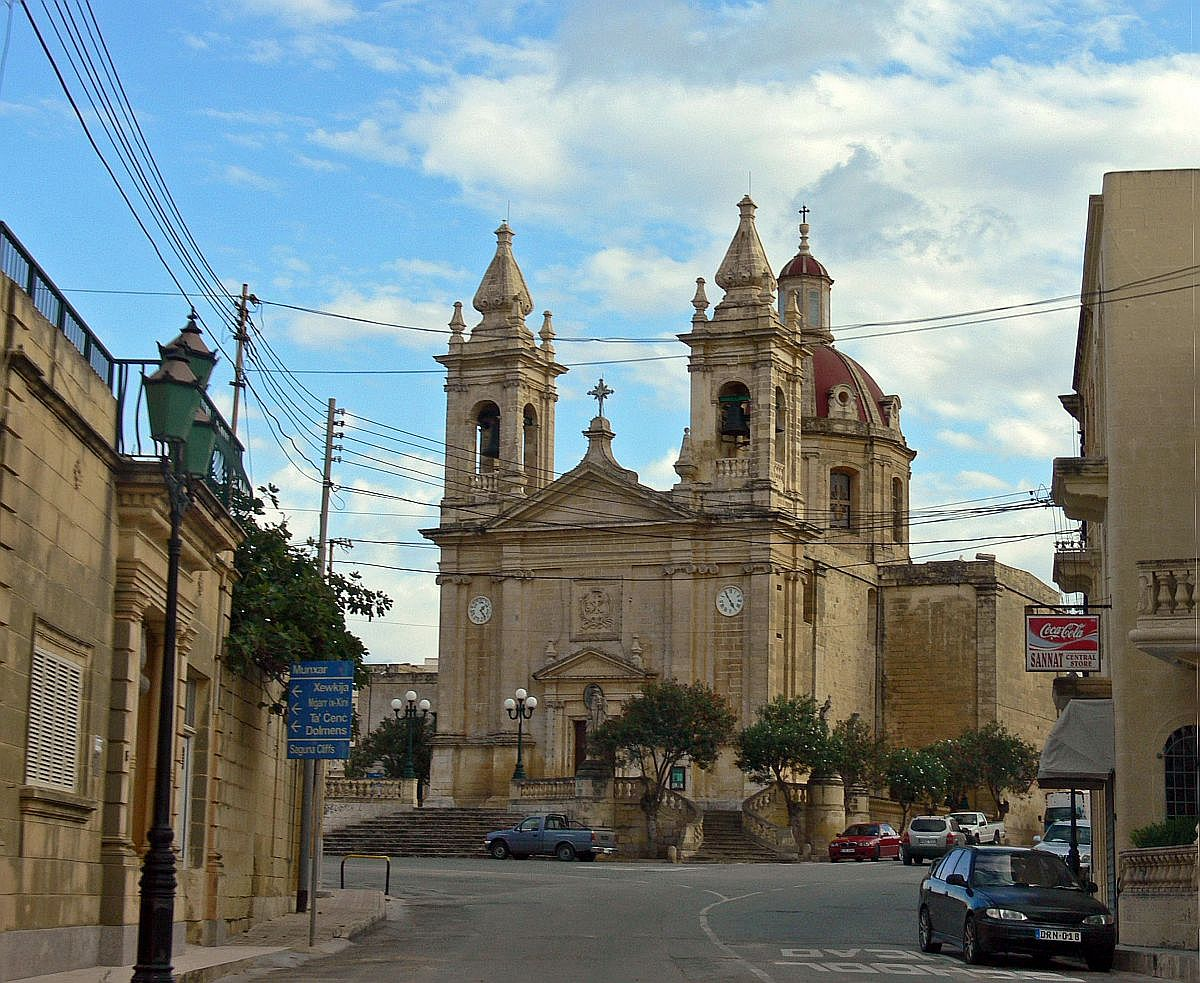
산나트 교구 교회

산나트의 위치

산나트(몰타어: Sannat)는 몰타 고조섬 남부 연안에 위치한 도시로 면적은 3.8km2, 인구는 2,200명(2008년 기준), 인구 밀도는 580명/km2이다.

시기
시 문장